# ヘシャム・メシバ
ヘシャム・メシバ（ラテン語: Hisham Mesbah、1982年3月17日 - ）はエジプトのアレクサンドリア出身の男子柔道家。身長183cm。

## 来歴
2004年アテネオリンピックでは3回戦で敗れた。
2008年の北京オリンピックで銅メダルを獲得した。2009年の世界選手権でも3位となった。
2012年ロンドンオリンピックの開会式ではエジプト選手団の旗手を務めたが、試合では初戦で敗れた。

## 主な戦績
- 2001年 - アフリカ選手権　3位
- 2002年 - アフリカ選手権　3位
- 2004年 - アフリカ選手権　優勝
- 2005年 - アフリカ選手権　2位
- 2005年 - 地中海競技大会　2位
- 2005年 - 世界選手権　5位
- 2005年 - 青島国際　2位
- 2005年 - フランス語圏競技大会　3位
- 2006年 - アフリカ選手権　優勝
- 2007年 - アフリカ競技大会　優勝
- 2007年 - 世界選手権　5位
- 2008年 - アフリカ選手権　2位
- 2008年 - 2008年北京オリンピック　3位
- 2009年 - アフリカ選手権　優勝
- 2009年 - 世界選手権　3位
- 2009年 - グランプリ・アブダビ　3位
- 2009年 - グランプリ・青島　優勝
- 2011年 - アフリカ競技大会　優勝
- 2011年 - グランプリ・青島　2位
- 2012年 - アフリカ選手権　優勝